# Partialagonist

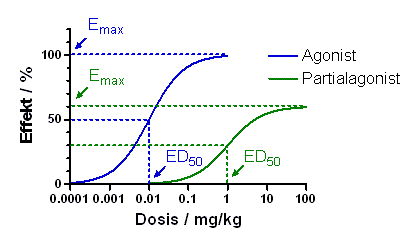
Dosis-Wirkungskurve eines Partialagonisten im Vergleich zu einem vollen Agonisten

Ein Partialagonist ist in der Pharmakologie eine Substanz, die einen bestimmten Rezeptor besetzt (Schlüssel-Schloss-Prinzip) und dabei einen Transmitter (Mediator) in seiner Wirkung teilweise imitiert bzw. ersetzt. Der Partialagonist ist im Gegensatz zu einem (vollen) Agonisten nur unvollständig in der Lage, einen Rezeptor bzw. die nachgeschaltete Signaltransduktion in der Zelle zu aktivieren und einen Effekt auszulösen. Da ein Partialagonist in der Regel in der Lage ist, einen (vollen) Agonisten von seinem Rezeptor zu verdrängen, kann ein Partialagonist zumindest teilweise die Effekte eines (vollen) Agonisten hemmen. Er besitzt somit auch eine „partialantagonistische“ Wirkkomponente.
Die Entwicklung von Partialagonisten ist insbesondere dann von therapeutischem Interesse, wenn die Wirkung eines körpereigenen (endogenen) Agonisten imitiert, aber die Erreichung dessen Maximaleffekts, beispielsweise aus Sicherheitsgründen, vermieden werden soll. Ein Beispiel dafür ist Buprenorphin, das als Partialagonist an Opioidrezeptoren in der Schmerztherapie eingesetzt wird, aber im Vergleich zu vollen Agonisten ein besseres Sicherheitsprofil aufweist.